# تصويت تقييمي

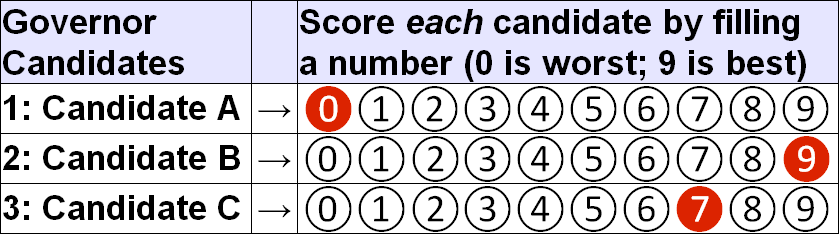
في بطاقة الاقتراع ، يقيم الناخب جميع المرشحين

التصويت بالنتيجة أو التصويت حسب المدى   (Score voting or range voting) هو نظام انتخابي بين عدة مرشحين لانتخاب مقعد واحد، حيث يمنح الناخبون درجة لكل مرشح وبناءً عليه تتم حساب الدرجات (أو المتوسط)،   والمرشح مع أعلى نسبة هو من يفوز، وقد وصفت هناك أسماء أخرى مختلفة حيث يطلق عليه: تصويت حسب النقاط أو تصويت من 0 إلى 9 أو التصويت بحسب المتوسط، ويعد التصويت التقييمي هو نوع من نظام التصويت الانتخابي الأساسي.

## التاريخ
تم استخدام التصويت التقييمي قديمًا عبر التاريخ في بعض الانتخابات في سبارتا القديمة، من خلال قياس مدى صراخ الجماهير بصوت عالٍ للمرشحين المختلفين،  وهذا يشبه الطريقة المستخدمة حديثاً (مقياس قوة التصفيق clapometers) في بعض البرامج التلفزيونية وعمليات التحكيم في بعض المسابقات الرياضية.
في جمهورية البندقية تم انتخاب الدوق دوجي في نظام متعدد الدورات، مع الجولة الثالثة والتي سميت دوجي على أسمه كانت النتيجة في ثلاث نقاط (للحصول على، محايد، ضد). استخدمت هذه العملية باستمرار مع تغييرات طفيفة فقط لأكثر من 500 عام حتى احتلال نابليون للجمهورية.
وفي العصر الحديث يستخدم هذا النظام في عملية انتخاب الأمين العام للأمم المتحدة، والتي لها أيضًا نطاق من ثلاث نقاط («تشجيع» و«عدم تشجيع» و«لا رأي»).
كذلك استخدام التصويت بالتقييم بواسطة حزب الخضر في ولاية يوتا لانتخاب أعضاء المكتب على مقياس من 0 إلى 9.

### استخدامات غير سياسية
يتم انتخاب مجلس أمناء ويكيميديا  ولجنة تحكيم ويكيبيديا باستخدام مقياس من ثلاث نقاط («الدعم»، «المحايد»، «المعارضة»). يتم فرز الأصوات بالتوازي مع متوسط التصويت بالموافقة مع اعتبار «المحايد» ممتنعًا عن التصويت.
الاستخدامات غير الحكومية للتصويت على الدرجات شائعة كما هو الحال في استطلاعات رضا العملاء على نطاق Likert (مثل المطاعم)، والدراسات الاستقصائية الهاتفية الآلية (حيث يُطلب من الشخص الضغط أو كتابة رقم للإشارة إلى مستوى رضاه أو احتماله)، وأي آلية تتضمن «إعطاء عدد من النجوم» كتقييم (مثل تصنيف الأفلام على IMDb، والمنتجات في شركة أمازون، والتطبيقات في iOS أو متاجر Google Play، إلخ...) التصويت على النقاط أمر شائع بالنسبة للأشياء التي لا يوجد فيها مفردة الفائز: على سبيل المثال على الويب، تسمح المواقع للمستخدمين بتقييم عناصر مثل الأفلام (قاعدة بيانات الأفلام على الإنترنت) والتعليقات والوصفات وأشياء أخرى كثيرة.
الرياضات مثل المنافسين على معدل الجمباز على نطاق رقمي على الرغم من حقيقة أن تصنيفات الحكام علنية تجعل من غير المحتمل لهم المشاركة في التصويت التكتيكي الصارخ.
يتم استخدام التصويت متعدد المتغيرات للفائزين، والذي تم إعادة تقييمه، لاختيار خمسة مرشحين لجائزة الأوسكار لأفضل المؤثرات البصرية باستخدام مقياس تقييم من عشرة نقاط. 
يمكن اعتبار الطريقة التقليدية «لأعلى درجة في التصنيف» لاختيار الطالب المفكر كنوع من الانتخابات، حيث يقوم «المدربون» بالتصويت على الطلاب «المرشحين» مع تصنيف درجاتهم كأصواتهم.

## أنواع
النوع العادي
وهو التصويت بواسطة التقييم يستخدم نظام الاقتراع التصويت، أي أن كل ناخب يقيم كل مرشح برقم ضمن درجة محددة مثل 0 إلى 9  أو 1 إلى 5، وبشكل مبسط يتم تصنيف جميع المرشحين. ثم يتم تلخيص النتائج لكل مرشح، والمرشح الذي يحصل على أعلى مبلغ هو الفائز. (هذا الأمر أبسط بالنسبة للناخبين من التصويت التراكمي، حيث لا يُسمح لهم بتقديم درجات لأكثر من بعض المرشحين.)
استبعاد الأقل نقاط
تسمح بعض الأنظمة للناخبين بالامتناع صراحةً عن تصنيف مرشحين معينين بدلاً من إعطاء ضمنيًا أقل عدد من النقاط للمرشحين غير المصنفين، في هذه الحالة ستكون درجة المرشح هي التصنيف المتوسط من الناخبين الذين قيموا هذا المرشح. ومع ذلك يجب عندئذٍ استخدام بعض الأساليب لاستبعاد المرشحين الذين حصلوا على عدد قليل جدًا من الأصوات، لتوفير متوسط ذي معنى. 
إفي بعض المسابقات الخاضعة لدرجات الحكام، يتم استخدام الاستبعاد لإزالة الدرجات المبالغ فيها، على سبيل المثال يتم استخدام ذلك في مسابقات التزلج على الجليد للفرق من خلال استبعاد نتيجة أقل متسابق فيهم لكي لا يؤثر على المواضع الاثنين الأخرين من فريقه الذين أنهوا بالفعل أدائهم، باستخدام الاستبعاد للتخفيف من تحيزات بعض الحكام الذين لديهم دوافع خفية لتسجيل بعض المنافسين مرتفعة أو منخفضة للغاية.
طريقة حساب المتوسط
طريقة أخرى لحساب بطاقات الاقتراع هي العثور على الدرجة المتوسطة لكل مرشح، ويتم اختيار المرشح الذي يحصل على أعلى متوسط درجة، ويشار إلى هذه الطريقة أيضًا باسم حكم الأغلبية   حيث أن رأي غالبية الناس قد يكون له حافز وتأثير في تقليل التقييمات المبالغ فيها (الإعجاب الشديد أو التقليل الشديد) وتكون الأمور نسبية.
من العيوب المحتملة لهذه الطريقة هو احتمالية حدوث تعادلات كثيرة في النتائج، ولكن عادة ما يتم استخدام طرق لحسم التعادلات، وفي التصويتات شديدة التنافسية نادراً ما قد يحدث ذلك، هناك أيضاً عيب أخر قد يتمثل في تفعيل خاصية «لا أحد من المذكورين بالأعلى» والتي لا تحتسب أي نقاط لأي مرشح على عكس الطريقة العادية في تصوييت التقييم أن يمكن لأي مرشح أن يحصل على الحد الأدنى من التقييم، وهو ما قد يكون له تأثير على تحديد هوية الفائز.
طريقة التصويت بالتقييم الفردي

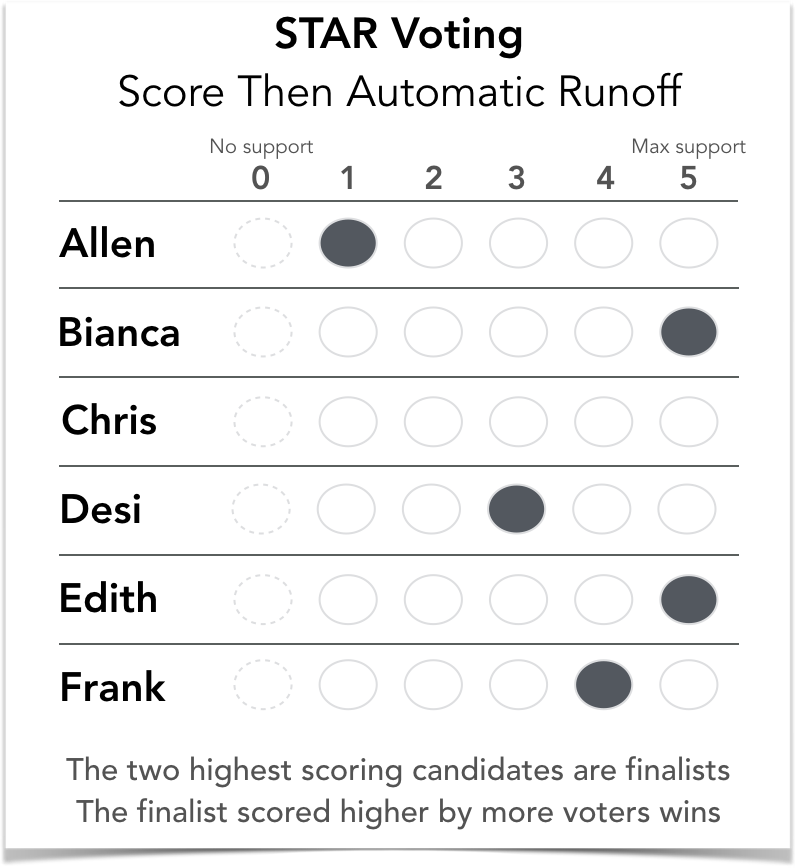
طريقة STAR Voting أو التصويت بالتقييم الفردي. تضيف طريقة الفرز خطوة إضافية لإعطاء الفائز التفضيل بين أفضل اثنين من المرشحين المسجلين بشكل عام.

التصويت بالتقييم الفردي والبديل الآخر المقترح هو التصويت بالنجوم (يسجل ثم عد الأصوات تلقائياً). بموجب هذا النظام يجوز لكل ناخب تعيين درجة واحدة فقط من 0 إلى أقصى درجة إلى أي عدد من المرشحين، من بين اثنين من المرشحين الأكثر تسجيلًا للأهداف، يكون الفائز هو أكثر الناخبين الذين حصلوا على درجة أعلى. تم طرح الفكرة لأول مرة علنًا في أكتوبر 2014 من قِبل كلاي شينتروب، المؤسس المشارك لمركز علوم الانتخابات. تم تقديم خطوة الجريان السطحي من أجل تصحيح التشوه الاستراتيجي في التصويت بالنتيجة العادية،  مثل التصويت بال رصاصة والتعظيم التكتيكي.
النتيجة التصويت التي قد يتم تقديم صوتين مختلفين فقط (0 و 1، على سبيل المثال) تعادل تصويت الموافقة. كما هو الحال مع التصويت بالموافقة، يجب على الناخبين المسجلين تقييم التأثير السلبي على مرشحهم المفضل لتصنيف المرشحين الآخرين بدرجة عالية.
يتم استخدام مصطلح «التصويت بالمدى» لوصف النظام النظري الذي يمكن للناخبين فيه التعبير عن أي رقم حقيقي ضمن النطاق [0، 1]. على الرغم من أنه مناسب للتحليل الرياضي، إلا أن هذا المقياس غير عملي للانتخابات في العالم الحقيقي، ويتم تقريبه عادة كنظام التصويت بالنتائج مع العديد من الدرجات المحتملة، مثل شريط التمرير في واجهة الكمبيوتر.   

## الخصائص
التصويت بالنتيجة يسمح للناخبين بالتعبير عن تفضيلات مختلفة القوة.
يفي التصويت بالتصويت بمعيار الرتابة، أي أن رفع درجة تصويتك للمرشح لا يمكن أن يؤذي فرصه في الفوز، وخفضه لا يمكن أن يساعد فرصهم. يفي التصويت بالتصويت بمعايير المشاركة، أي أن الإدلاء بصوت صادق لا يمكن أن يؤدي أبداً إلى فائز أسوأ في الانتخابات (من وجهة نظرك) مما لو كنت قد امتنعت عن التصويت.
تصويت النقاط يعد مستقلاً عن التكرار، بمعنى أنه إذا كانت هناك مجموعة من المرشحين بحيث يعطي كل ناخب نفس التصنيف لكل مرشح في هذه المجموعة، فإن احتمال أن يكون الفائز في هذه المجموعة مستقل عن عدد المرشحين في مجموعة.
باختصار، يفي التصويت بالتصويت بمعيار الرتابة، ومعيار المشاركة، ومعيار التناسق، واستقلال البدائل غير ذات الصلة، ومعيار القدرة على الحل، وتماثل الانعكاس، شريطة ألا يكون لدى الناخبين معلومات كاملة (انظر أدناه؛ وإذا كانت لديهم معلومات كاملة، يصبح أسلوب Condorcet ، مما يعني أنه يفشل في المشاركة، والانسجام، واستقلال البدائل غير ذات الصلة). إنه محصن ضد الاستنساخ، باستثناء الحالة المحددة الواضحة التي يرتبط فيها المرشح بعلاقات استنساخ، بدلاً من تحقيق فوز فريد. لا يفي إما بمعيار كوندورسيت (أي ليس من كوندورست) أو كوندورل لخاسر المعيار، على الرغم من أنه مع كل الناخبين الإستراتيجيين والمعلومات الكاملة فإن فائز كوندورست هو توازن ناش. لا يفي بمعايير اللاحق اللاحق، مما يعني أن إعطاء تقييم إيجابي لمرشح أقل تفضيلًا يمكن أن يؤدي إلى خسارة مرشح أكثر تفضيلًا.
لا تفي بمعايير الأغلبية، ولكنها تلبي شكلًا ضعيفًا منه: يمكن للأغلبية فرض اختيارهم على الفوز، رغم أنهم قد لا يمارسون هذه القدرة. لمعالجة هذه النقطة، يناقش بعض مؤيدي التصويت بالنتيجة إدراج جولة جريان إضافية إضافية يتم فيها تحديد تفضيل الأغلبية بين المرشحين الأكثر تصنيفًا.
نظرًا لأنه يفي بمعايير أسلوب التصويت الحتمية، مع عدم فرض، وعدم الديكتاتورية، والرتابة، واستقلال البدائل غير ذات الصلة، فقد يبدو أنه ينتهك نظرية استحالة آرو. السبب في أن التصويت بالنتيجة لا يعتبر مثالًا مضادًا لنظرية Arrow هو أنها طريقة تصويت أساسية، في حين أن معيار «الشمولية» في نظرية Arrow يقيد فعليًا نتيجة أساليب التصويت الترتيبية.

## إستراتيجية
في معظم الحالات، تكون استراتيجية التصويت المثالي للناخبين المطلعين جيدًا مطابقة لاستراتيجية التصويت بالموافقة المثالية، ويرغب الناخب في منح المرشحين الأقل والأكثر تفضيلًا الحد الأدنى والحد الأقصى للنتيجة، على التوالي. إذا قام مؤيدو أحد المرشحين المشاركين في هذا التكتيك وأنصار المرشحين الآخرين بتصنيفات صادقة لمجموعة كاملة من المرشحين، فسيكون للناخبين التكتيكيين عدد كبير ميزة على بقية الناخبين. عندما يكون عدد السكان كبيرًا وهناك اثنين من المرشحين البارزين الواضحين والمتميزين، فإن الناخبين التكتيكيين الذين يسعون لزيادة تأثيرهم على النتيجة إلى الحد الأقصى يمنحون الحد الأقصى من التصنيف لمرشحهم المفضل، والحد الأدنى من التصنيف للمرشح الآخر. عندئذٍ سيعطي هؤلاء الناخبون علامات الحد الأدنى والحد الأقصى للجميع   المرشحين الآخرين وذلك لزيادة الفائدة المتوقعة . إذا صوت جميع الناخبين بهذه الطريقة، فإن التصويت بالنتيجة هو مجرد نسخة مصغرة من تصويت التعددية.   ومع ذلك، هناك أمثلة على أن الحد الأقصى لدرجات التصويت والحد الأدنى لجميع المرشحين ليست الأمثل.
أظهرت تجارب التصويتات أن الناخبين يميلون إلى التصويت بإخلاص أكثر للمرشحين الذين يرون أنه ليس لديهم فرصة للفوز. وبالتالي، فإن التصويت بالنتيجة قد يؤدي إلى دعم أعلى للمرشحين المستقلين وطرف ثالث، ما لم يصبح هؤلاء المرشحون أي فرص للفوز عن أساليب التصويت الشائعة الأخرى مما يخلق ما يسمى «تأثير الحضانة».
يتم التشكيك بشكل أكبر في صحة هذه المشكلة من خلال ورقة 2009 والتي وجدت أن «النتائج التجريبية تدعم مفهوم التحيز تجاه النتائج غير الأنانية في الانتخابات الكبيرة». لاحظ المؤلفون ما وصفوه بالاعتبارات الأخلاقية التي تهيمن على سلوك الناخبين مع انخفاض الاحتمال المحوري. هذا يعني أن الانتخابات الأكبر، أو تلك التي يُرى أن لها هامش أوسع من النصر، ستؤدي إلى عدد أقل من الناخبين التكتيكيين.
يواجه الناخبون التكتيكيون التكتيك الأولي فيما يتعلق بمدى تسجيل مرشحهم في الاختيار الثاني. قد يرغب الناخب في الإبقاء على تعبيره عن تفضيله العالي من اختياره الأول على خياره الثاني. لكن هذا لا يسمح للناخب نفسه بالتعبير عن تفضيله العالي لاختياره على أي شخص آخر.
يشير المدافعون إلى أن أساليب التصويت بالتقييم (بما في ذلك التصويت بالموافقة) لا تعطي أي سبب لتصنيف مرشح غير مفضل على مرشح أقل تفضيلًا على مرشح أكثر تفضيلًا في انتخابات 3 مرشحين. ومع ذلك، يستجيب المنتقدون أنه يوفر الدافع لتصنيف مرشح أقل تفضيلًا وأكثر تفضيلًا بالتساوي أو شبه متساوٍ (أي، كلا 0-1 أو كلاهما 98-99). قد يؤدي ذلك إلى نتائج غير ديمقراطية إذا استخدمت شرائح مختلفة من السكان الإستراتيجية بمعدلات مختلفة إلى حد كبير. (لاحظ أن الاقتراع التقليدي لأول مرة يفرض على جميع المرشحين باستثناء مرشح واحد أن يحصلوا على مرتبة متساوية، بحيث يقوم جميع الناخبين بضغط تفضيلاتهم على قدم المساواة.)
في مواجهة هذه الانتقادات، يقترح ائتلاف تكافؤ الأصوات ، وهو مجموعة مناصرة لإصلاح التصويت، مجموعة بديلة من التصويت بالنتيجة مع جولة ثانية إضافية تضم اثنين من المرشحين الأعلى تصنيفًا، والذي يفوز فيه المرشح بأغلبية التفضيلات. يُزعم أن وجود جولة ثانية من شأنه أن يثبط عمليات الاقتراع الاستراتيجية بأسلوب الموافقة والمبالغة في التصنيفات، مما يجعلها تتصرف كأنها مزيج من أنظمة التصويت المرتبة والتصنيف.  

## تأييد هذه الطريقة
يعد ألبرت هيكشر أحد أوائل المؤيدين والمدافعين عن شكل من أشكال التصويت يسميها «الطريقة الأساسية» في أطروحته التي صدرت عام 1892، والتي خصص فيها الناخبون أي رقم يتراوح بين -1 و +1 لكل بديل، محاكياً مداولاتهم الفردية.  
حاليًا، يتم التصويت لصالح التصويت بواسطة مركز علوم الانتخابات ، ومركز التصويت بالمدى ، و Citoyens pour le Vote de Valeur ، و Counted نسخة محفوظة 7 يونيو 2019 على موقع واي باك مشين. ، وموقع RangeVote.com الإلكتروني. غي أوتويل، الذي ساعد في تطوير طريقة التصويت بالموافقة، يؤيد الآن التصويت بالنتيجة. سجل كينيث أرو قوله إن «النتيجة [...] هي الأفضل على الأرجح».  من غير المعروف أن أي مسؤول منتخب في الولايات المتحدة يؤيد التصويت بالنتيجة.
منذ عام 2014، يدعو تحالف تكافؤ الأصوات إلى اتباع طريقة بديلة (STAR) مع خطوة تقييم ثانية إضافية لمعالجة بعض انتقادات التصويت التقليدي للنتيجة.